# Irwin I. Shapiro
Irwin I. Shapiro (* 10. října 1929) je americký astrofyzik, který od roku 1982 přednáší na Harvardově univerzitě.  V letech 1982-2004 byl ředitelem Harvard-Smithsonian Center for Astrophysics. 
Je po něm pojmenovaný Shapirův efekt, což je zpoždění signálu, který prochází silným gravitačním polem. Jedná se o důsledek obecné teorie relativity a jeden ze čtyř klasických způsobů ověření této teorie ve Sluneční soustavě. Irwin Shapiro jako první navrhl pokus, který tento efekt ověřil.

## Kariéra
Narodil se v New Yorku, kde také vystudoval technickou střední školu. Bakalářský titul získal na Cornellově univerzitě v oboru matematika, magisterský a doktorský titul získal na Harvardově univerzitě ve fyzice. V roce 1954 začal pracovat na Massachusettském technologickém institutu, kde se v roce 1967 stal profesorem. V roce 1982 přijal profesorské místo na Harvardově univerzitě.
Mezi jeho hlavní obory výzkumu patří astrofyzika, astrometrie, geofyzika a gravitace, zejména využití gravitačních čoček. 

## Ocenění
V roce 1983 získal Cenu Dannieho Heinemana za astrofyziku, v roce 1994 medaili Alberta Einsteina.
Jmenuje se po něm Shapirův efekt, který objevil, a také asteroid 3832.